# Парламентские выборы в Азербайджане (1990)
Парламентские выборы в Азербайджане (выборы Верховного Совета и местных Советов Азербайджанской ССР) состоялись 30 сентября и 14 октября (второй тур) 1990 года. Это было первые в истории Азербайджана многопартийные выборы (помимо представителей коммунистической партии в них участвовали представители национал-демократической партии Народный фронт Азербайджана, а также независимые выдвиженцы).

## Особенности выборов
Всего избиралось 360 депутатов, при этом 11 мест стали автоматически вакантными в связи с тем, что выборы не проводились в НКАО. Таким образом, выборы прошли в 349 одномандатных округах. Число вакантных депутатских кресел, в конечном счете, составило 20.
Выборы прошли в условиях режима чрезвычайного положения, объявленного 20 января 1990 года. Наблюдатели, приехавшие на выборы по просьбам НФА, в основной массе были высланы обратно из Баку, только 80 человек смогло выйти за пределы аэропорта.

## Результаты выборов
| Партии и группы                                                       | Голоса | %      | Места |
| --------------------------------------------------------------------- | ------ | ------ | ----- |
| Коммунистическая партия Азербайджана (Azərbaycan Kommunist Partiyası) |        | 77,8 % | 280   |
| Народный фронт Азербайджана (Azərbaycan Xalq Cəbhəsi)                 |        | 12,5 % | 45    |
| Независимые                                                           |        | 4,2 %  | 15    |
| Вакантные места                                                       |        | 5,5 %  | 20    |
| Всего                                                                 |        | 100 %  | 360   |

Журнал «Коммерсантъ Власть» отмечал, что большинство избранных депутатов были представителями традиционной элиты Азербайджана. В качестве примеров журнал привёл убедительные победы председателя Совета министров республики Гасана Гасанова, баллотировавшегося в Гяндже, и бывшего руководителя республики Гейдара Алиева, набравшего абсолютное большинство избирателей (95 %) в Неграмском округе Нахичеванской АССР.